# 华商体操会
华商体操会，亦名华商体操会社，系清朝末年著名体育武装操练团体，具有民族资本主义武装的特征，中国最早的近代商人武装训练团体。1905年成立，创始人为上海大亨虞洽卿。

## 历史背景
大清光绪三十一年（即1905年）底，上海发生历史著名的大闹会审公廨案，由租界闻人虞洽卿调停。上海公共租界大罢工。上海大亨虞洽卿会联合华商，认为维护上海华商利益迫在眉睫，保护租界华人生命财产亦系当务之急，遂创设华商体操会社。
初选址在南京路高阳里4号，先设立华商体操会社筹备处。虞洽卿出任会长，并由上海商务总会向各行业协会华商筹备资金，订立章程，选定操练场地，并征兆挑选体育训练教官，号召当时的青年人参与体操会。
华商体操会宗旨为“健身卫生、尚武强身”，首届即有愈300参加，拥有4个步兵队，1个骑兵队，1个军乐队。操练场地选址上海浙江路、海宁路广场，并配置有军装、枪械，并开设有独立健身房，故也具有民族资本主义武装操练特征，为后来辛亥革命上海光复准备了力量。1906年2月，成员超过500人。
华商体操会成立典礼，吕海寰、萨镇冰（时大清总理南北洋海军兼广东水师提督）、瑞澂（时大清上海道道员）等皆到场祝贺、发表演讲，勉励体操会“保国卫家”。虞洽卿后以华商体操会名义申请加入“万国商团”，正式参与清末战争。

## 组织结构
华商体操会多为当时民族资本家，首届成员如下：
- 会长：虞洽卿
- 副会长：袁恒之
- 会计员：楼恂如、胡寄梅
- 监督员：李云书、顾企韩、叶子衡、邵琴涛
- 评议员：祝兰舫、袁联清
- 干事员：朱仲宾
- 书记员：陈伯刚